# Musgrave Ranges
Musgrave Ranges er en bjergkæde beliggende i det centrale Australien. Den er 210 km lang, og det højeste punkt er Mount Woodroffe på 1.435 m. Uluru (Ayers Rock) ligger i udkanten af Musgrave Ranges.
Oprindeligt boede et af de såkaldte aboriginer-folkeslag i bjergene. I europæisk sammenhæng blev bjergkæden opdaget af William C. Gosse i anden halvdel af det 19. århundrede og navngivet efter Anthony Musgrave, der var guvernør i South Australia på denne tid.
20°16′01″S 128°31′01″Ø / 20.267°S 128.517°Ø